# C/1831 A1
C/1831 A1 (Wielka Kometa roku 1831) – kometa jednopojawieniowa, nie powróci już najprawdopodobniej w okolice Słońca. Widoczna była gołym okiem.

## Odkrycie i orbita komety
Kometę C/1831 A1 odkrył 7 stycznia 1831 roku John Herapath. Kometa osiągnęła swe peryhelium jeszcze przed odkryciem, tj. 28 grudnia 1830 roku i znalazła się w odległości 0,12 au od Słońca. Poruszała się po parabolicznej orbicie o nachyleniu 135,2° względem ekliptyki.